# 郝敬修
郝敬修（？—？），字可亭，號南溪，山東高密人，清朝官員、監生
於乾隆十六年（1751年）上任台灣府經歷，隸屬於台灣道台灣府，為台灣清治時期的地方官員，官職品等則為正七品以下，該官職主要從事台灣府府內典簿奏章的收發與校注，也分掌章奏文書。
| 前任： 王如璋 | 台灣府經歷 1751年上任             | 繼任： 包瀜   |
| 前任： 徐夔   | 台灣鳳山縣萬丹縣丞 1752年十月上任 | 繼任： 馮鴻業 |